# 患部
| ウィキペディアには「患部」という見出しの百科事典記事はありません（タイトルに「患部」を含むページの一覧/「患部」で始まるページの一覧）。 代わりにウィクショナリーのページ「患部」が役に立つかもしれません。 |